# Krafton
Krafton Inc. (anciennement Bluehole Studio et Bluehole) est une entreprise sud-coréenne de développement et d'édition de jeux vidéo, fondé par Chang Byung-gyu en mars 2007. 
Elle est principalement connue pour avoir développé et éditée les jeux TERA et PlayerUnknown's Battlegrounds (par l'intermédiaire de sa filiale PUBG Studio). 

## Histoire
La société possède plusieurs studios (PUBG Studio, Striking Distance Studios, Bluehole Studio et RisingWings) qui développent indépendamment leurs propres titres sous la bannière Krafton,,,,,. 
L’entreprise est dirigée par Changhan Kim. 
Krafton est entré en bourse le 13 août 2021 et vaut environ 11 milliards d’euros.
En août 2024, Krafton annonce par un communiqué de presse le rachat du studio Tango Gameworks fermé par Microsoft 2 mois plus tôt et par conséquent de la licence Hi-Fi Rush.
Le 2 juillet 2025, Krafton annonce le licenciement immédiat de la direction du studio Unknown Worlds Entertainment pendant le développement de Subnautica 2 et y installe Steve Papoutsis, PDG de Striking Distance Studios. 